# Egor Podomackij
Egor Gennad'evič Podomackij (in russo Егор Геннадьевич Подомацкий?; Rybinsk, 22 novembre 1976) è un ex hockeista su ghiaccio russo.

## Palmarès

### Olimpiadi invernali
- 1 medaglia:
  - 1 bronzo (Salt Lake City 2002)

### Mondiali
- 1 medaglia:
  - 1 argento (Svezia 2002)